# حسن ومرقص وكوهين (مسرحية)
حسن ومرقص وكوهين هي مسرحية كوميدية مصرية من إخراج سعيد أبو السعد وبطولة عادل خيري، ميمي شكيب، عدلي كاسب، عباس فارس، محمود لطفي ومحمد شوقي.

## قصة المسرحية
حسن ومرقص وكوهين يمتلكون مخزنًا للأدوية وصيدلية ويعمل لديهم عباس. وفي يوم من الأيام يرث عباس
ثروة ضخمة ويصل الخبر الى مرقص قبل وصوله الى عباس فيجتمع مرقص مع كوهين وحسن ويقررون الاستفادة من ثروة عباس بأن يوقعوا معه عقد عمل بأجر كبير.

## طاقم العمل
- عادل خيري بدور عباس
- ميمي شكيب بدور عزيزة
- عدلي كاسب بدور حسن
- عباس فارس بدور كوهين
- محمود لطفي بدور مرقص
- محمد شوقي بدور الخواجة فلسطي